# Paróquia Nossa Senhora do Rosário (Alvinópolis)
A Paróquia Nossa Senhora do Rosário é uma circunscrição eclesiástica católica brasileira sediada no município de Alvinópolis, no interior do estado de Minas Gerais. Faz parte da Diocese de Itabira-Fabriciano, estando situada na Região Pastoral II. Foi criada em 14 de julho de 1832.